# Hasan Minhaj

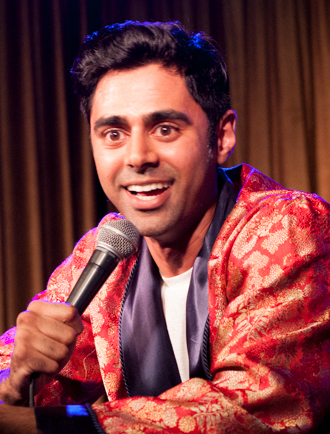
Hasan Minhaj 2013.

Hasan Minhaj, född 23 september 1985 i Davis i Kalifornien, är en amerikansk komiker, programledare och skådespelare. 
Hans föräldrar invandrade till USA från Indien.
Minhaj medverkade som korrespondent i The Daily Show mellan 2014 och 2018. Han lämnade The Daily Show för att bli programledare för egna programmet Patriot Act with Hasan Minhaj. Minhaj var värd för Vita husets årliga korrespondentmiddag år 2017. Samma år släpptes hans ståupp-show Homecoming King på Netflix. Under 2021 medverkade han i TV-serien The Morning Show.
År 2019 listade tidskriften Time honom som en av världens 100 mest inflytelserika personer.